# Stati dell'Oceania

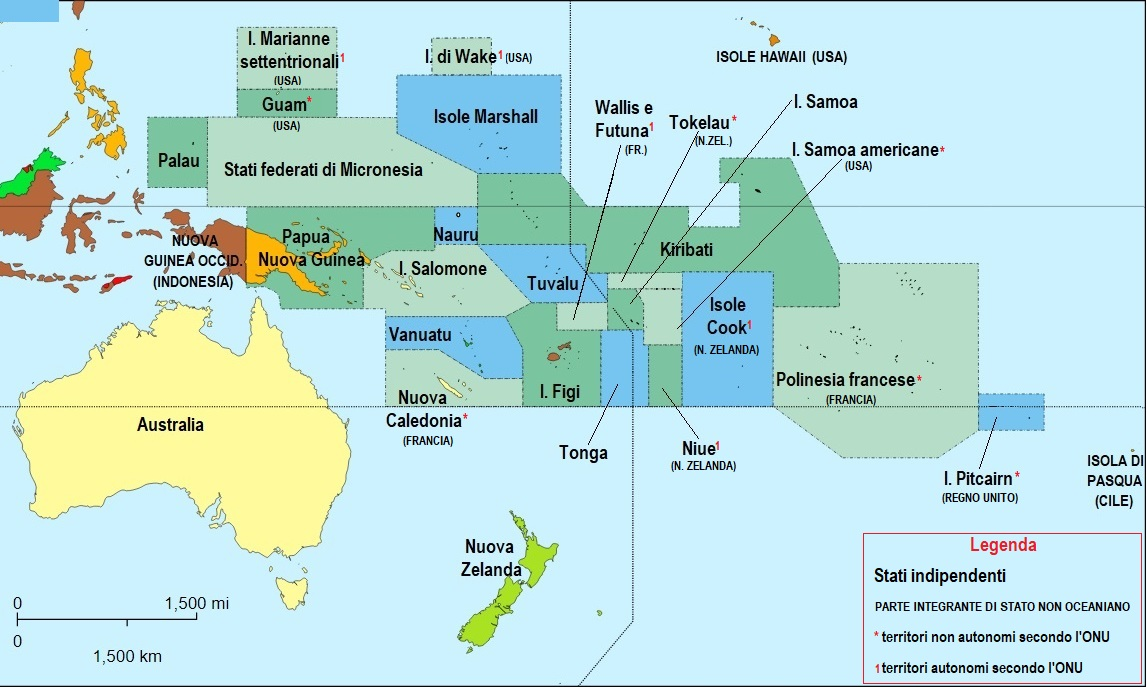
Stati e territori dell'Oceania

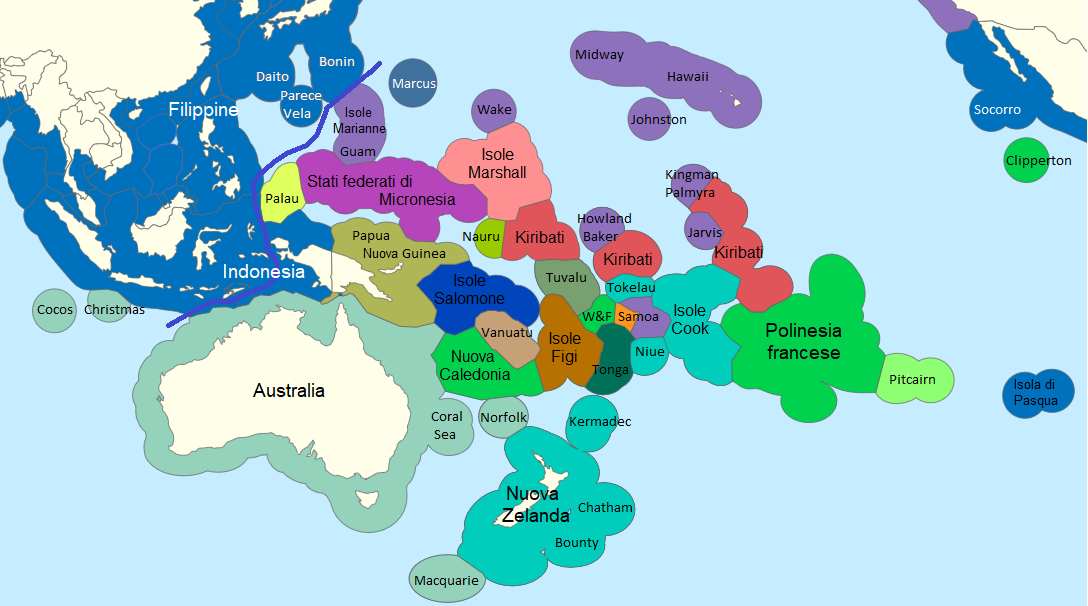
Le zone economiche esclusive delle isole dell'Oceania e delle zone limitrofe.

## Geografia
L'Oceania presenta 14 stati indipendenti e molti territori dipendenti, amministrati in vario modo da altre nazioni.
L'Oceania si divide in quattro grandi regioni, sia nella suddivisione geografica tradizionale, sia in quella adottata a fini statistici dall'ONU, nel geoschema (macroregioni ONU). L'unica differenza tra i due schemi è la posizione della Nuova Zelanda, nella suddivisione tradizionale considerata parte della Polinesia, mentre nel geoschema dell'ONU riunita insieme all'Australia.
Suddivisione tradizionale
1. Australia
2. Melanesia
3. Micronesia
4. Polinesia (compresa la Nuova Zelanda)

Suddivisione del Geoschema dell'ONU
1. Australia e Nuova Zelanda
2. Melanesia
3. Micronesia
4. Polinesia

## Lista

### Stati indipendenti
L'Oceania è costituita dai seguenti 14 stati indipendenti, membri dell'ONU. Gli stati indipendenti dell'Oceania sono membri del Forum delle isole del Pacifico.
| Bandiera                      | Mappa | Nome (Nome completo)                                             | Capitale                           | Popolazione (ab) | Superficie (km²) | Densità (ab/km²) | Data indipendenza                                            | Status precedente                                                           | Regione geografica        | Anno statistiche |
| ----------------------------- | ----- | ---------------------------------------------------------------- | ---------------------------------- | ---------------- | ---------------- | ---------------- | ------------------------------------------------------------ | --------------------------------------------------------------------------- | ------------------------- | ---------------- |
| Australia (bandiera)          |       | Australia (Commonwealth dell'Australia)                          | Canberra                           | 22 950 878       | 7 692 024        | 2,98             | 1º gennaio 1901                                              | Colonia del Regno Unito                                                     | Australia e Nuova Zelanda | 2013             |
| Nuova Zelanda (bandiera)      |       | Nuova Zelanda                                                    | Wellington                         | 4 451 017        | 268 021          | 16,61            | 25 novembre 1947                                             | Dominion del Regno Unito                                                    | Australia e Nuova Zelanda | 2013             |
| Papua Nuova Guinea (bandiera) |       | Papua Nuova Guinea (Stato Indipendente della Papua Nuova Guinea) | Port Moresby                       | 6 310 129        | 462 840          | 13,63            | 16 settembre 1975                                            | Territorio autogovernato dell' Australia                                    | Melanesia                 | 2012             |
| Figi (bandiera)               |       | Figi (Repubblica delle Figi)                                     | Suva                               | 849 000          | 18 274           | 46,46            | 10 ottobre 1970                                              | Colonia del Regno Unito                                                     | Melanesia                 | 2009             |
| Isole Salomone (bandiera)     |       | Isole Salomone                                                   | Honiara                            | 523 000          | 28 400           | 18,42            | 7 luglio 1978                                                | Protettorato del Regno Unito                                                | Melanesia                 | 2009             |
| Vanuatu (bandiera)            |       | Vanuatu (Repubblica di Vanuatu)                                  | Port Vila                          | 224 564          | 12 190           | 18,42            | 30 luglio 1980                                               | Condominio di Regno Unito e Francia                                         | Melanesia                 | 2011             |
| Micronesia (bandiera)         |       | Stati Federati di Micronesia                                     | Palikir                            | 111 000          | 702              | 158,12           | 3 novembre 1986 Stati Uniti (Stato associato)                | Territorio fiduciario dell'ONU amministrato dagli Stati Uniti               | Micronesia                | 2009             |
| Kiribati (bandiera)           |       | Kiribati (Repubblica delle Kiribati)                             | Tarawa Sud                         | 103 500          | 811              | 127,62           | 12 luglio 1979 3 novembre 1986 Stati Uniti (Stato associato) | Territorio autogovernato del Regno Unito                                    | Micronesia                | 2010             |
| Isole Marshall (bandiera)     |       | Isole Marshall (Repubblica delle Isole Marshall)                 | Majuro                             | 68 000           | 181              | 375,69           | 21 ottobre 1986 Stati Uniti (Stato associato)                | Territorio fiduciario dell'ONU amministrato dagli Stati Uniti               | Micronesia                | 2009             |
| Palau (bandiera)              |       | Palau (Repubblica di Palau)                                      | Ngerulmud                          | 20 956           | 459              | 45,66            | 1º ottobre 1994 Stati Uniti (Stato associato)                | Territorio fiduciario dell'ONU amministrato dagli Stati Uniti               | Micronesia                | 2011             |
| Nauru (bandiera)              |       | Nauru (Repubblica di Nauru)                                      | Nessuna (de iure) Yaren (de facto) | 9 378            | 21               | 446,57           | 31 gennaio 1968                                              | Territorio fiduciario dell'ONU amministrato dagli Stati Uniti               | Micronesia                | 2011             |
| Samoa (bandiera)              |       | Samoa (Stato indipendente di Samoa)                              | Apia                               | 194 320          | 2 831            | 68,64            | 1º gennaio 1962                                              | Amministrazione fiduciaria delle Nazioni Unite assegnata alla Nuova Zelanda | Polinesia                 | 2012             |
| Tonga (bandiera)              |       | Tonga (Regno di Tonga)                                           | Nukuʻalofa                         | 103 036          | 748              | 137,75           | 4 giugno 1970                                                | Protettorato del Regno Unito                                                | Polinesia                 | 2011             |
| Tuvalu (bandiera)             |       | Tuvalu                                                           | Funafuti                           | 10 544           | 26               | 405,54           | 1º ottobre 1978                                              | Colonia del Regno Unito                                                     | Polinesia                 | 2011             |

### Stati associati
I seguenti sono Stati associati con la Nuova Zelanda.
| Bandiera              | Mappa | Nome       | Capitale | Popolazione (ab.) | Superficie (km²) | Densità (ab./km²) | Data di associazione | Status precedente                 | Regione geografica | Anno statistiche |
| --------------------- | ----- | ---------- | -------- | ----------------- | ---------------- | ----------------- | -------------------- | --------------------------------- | ------------------ | ---------------- |
| Isole Cook (bandiera) |       | Isole Cook | Avarua   | 19 569            | 240              | 81,54             | 4 agosto 1965        | Protettorato della Nuova Zelanda  | Polinesia          | 2006             |
| Niue (bandiera)       |       | Niue       | Alofi    | 1 398             | 260              | 3,88              | 19 ottobre 1974      | Commissariato della Nuova Zelanda | Polinesia          | 2009             |

## Territori dipendenti
Le seguenti sono le entità considerate all'interno dell'Oceania:
1. Territori federali di stati sovrani situati al di fuori di questi continenti.
2. Territori che costituiscono parte integrante di stati sovrani in qualche forma diversa da una relazione federale, dove una parte significativa della massa territoriale dello stato sovrano è situata al di fuori dell'Oceania o il territorio si trova al di fuori della terraferma dello stato sovrano. Molti di questi territori sono spesso descritti come dipendenze o aree autonome.
3. Territori dipendenti di stati sovrani.

Due di questi territori (Polinesia francese e Nuova Caledonia) sono membri associati del Forum delle isole del Pacifico, mentre altri cinqui territori (Samoa Americane, Guam, Isole Marianne Settentrionali, Tokelau e Wallis e Futuna) hanno uno status di osservatore all'interno dell'organizzazione.
| Bandiera                                 | Nome (Nome completo)                                                             | Capitale  | Popolazione (ab.) | Superficie (km²) | Densità (ab./km²) | Status                                     | Dipendente da | Data dipendenza  | Regione geografica        | Anno statistiche |
| ---------------------------------------- | -------------------------------------------------------------------------------- | --------- | ----------------- | ---------------- | ----------------- | ------------------------------------------ | ------------- | ---------------- | ------------------------- | ---------------- |
| Isola Norfolk (bandiera)                 | Isola Norfolk (Territorio dell'Isola Norfolk)                                    | Kingston  | 2 302             | 34               | 67,71             | Autogoverno                                | Australia     | 30 maggio 1979   | Australia e Nuova Zelanda | 2011             |
| Australia (bandiera)                     | Isole del Mar dei Coralli                                                        | -         | 4                 | 5                | 0,8               | Territorio esterno                         | Australia     | 2 settembre 1969 | Australia e Nuova Zelanda | 2007             |
| Nuova Caledonia (bandiera)               | Nuova Caledonia                                                                  | Numea     | 252 000           | 18 576           | 13,57             | Collettività d'oltremare sui generis       | Francia       | 5 maggio 1998    | Melanesia                 | 2011             |
| Hawaii (bandiera)                        | Hawaii                                                                           | Honolulu  | 1 392 313         | 28 311           | 49,18             | Stato federato                             | Stati Uniti   | 21 agosto 1959   | Polinesia                 | 2012             |
| Polinesia francese (bandiera)            | Polinesia francese                                                               | Papeete   | 274 217           | 4 167            | 65,81             | Collettività d'oltremare                   | Francia       | 28 marzo 2003    | Polinesia                 | 2012             |
| Wallis e Futuna (bandiera)               | Wallis e Futuna (Territorio delle isole Wallis e Futuna)                         | Matāʻutu  | 15 289            | 264              | 57,91             | Collettività d'oltremare                   | Francia       | 28 marzo 2003    | Polinesia                 | 2009             |
| Isola di Pasqua (bandiera)               | Isola di Pasqua                                                                  | Hanga Roa | 5 731             | 164              | 35,13             | Provincia                                  | Cile          | 9 settembre 1888 | Polinesia                 | 2012             |
| Francia (bandiera)                       | Clipperton                                                                       | -         | 0                 | 11               | 0                 | Dominio pubblico del Ministero d'Oltremare | Francia       | 21 febbraio 2007 | Polinesia                 | 2006             |
| Tokelau (bandiera)                       | Tokelau                                                                          | Fakaofo   | 1 466             | 10               | 115               | Territorio dipendente                      | Nuova Zelanda |                  | Polinesia                 | 2006             |
| Isole Pitcairn (bandiera)                | Isole Pitcairn (Isole Pitcairn, Henderson, Ducie e Oeno)                         | Adamstown | 48                | 47               | 1                 | Territorio d'oltremare                     | Regno Unito   |                  | Polinesia                 | 2012             |
| Guam (bandiera)                          | Guam                                                                             | Hagåtña   | 178 000           | 541,3            | 320               | Territorio non incorporato                 | Stati Uniti   |                  | Polinesia                 | 2009             |
| Samoa Americane (bandiera)               | Samoa Americane                                                                  | Pago Pago | 65 628            | 200,21           | 326               | Territorio non incorporato                 | Stati Uniti   |                  | Polinesia                 | 2009             |
| Isole Marianne Settentrionali (bandiera) | Isole Marianne Settentrionali (Commonwealth delle Isole Marianne Settentrionali) | Saipan    | 80 362            | 447              | 168               | Commonwealth in unione politica            | Stati Uniti   |                  | Micronesia                | 2005             |
| Isola di Wake (bandiera)                 | Isola di Wake                                                                    | -         | 150               | 7,38             |                   | Territorio non incorporato non organizzato | Stati Uniti   | 17 gennaio 1899  | Micronesia                | 2009             |
| Atollo Johnston (bandiera)               | Atollo Johnston                                                                  | -         | 0                 | 2,67             |                   | Territorio non incorporato non organizzato | Stati Uniti   | 6 settembre 1859 | Micronesia                |                  |
| Midway (bandiera)                        | Atollo di Midway                                                                 | -         | 3000              | 6,20             |                   | Territorio non incorporato non organizzato | Stati Uniti   | 28 agosto 1867   | Polinesia                 | 2010             |
| Stati Uniti (bandiera)                   | Kingman Reef                                                                     | -         | 0                 | 0,01             | 0,00              | Territorio non incorporato non organizzato | Stati Uniti   | 8 febbraio 1860  | Micronesia                |                  |
| Palmyra (bandiera)                       | Palmyra (Atollo di Palmyra)                                                      | -         | 0                 | 0,01             | 0,00              | Territorio non incorporato non organizzato | Stati Uniti   | 2007             | Micronesia                | 2010             |
|                                          | Papua                                                                            | Jayapura  | 4 303 707         | 312 224,37       | 16                | Provincia                                  | Indonesia     |                  | Melanesia                 | 2020             |

Isole minori esterne degli Stati Uniti d'America:
- Isola Jarvis
- Isola Baker
- Isola Howland